# Pristimantis pedimontanus
Pristimantis pedimontanus é uma espécie de anfíbio anuros da família Strabomantidae. Está presente na Venezuela. A UICN classificou-a como deficiente de dados.